# Dhurkot Bastu
Dhurkot Bastu (nep. धुर्कोट बास्तु) – gaun wikas samiti w zachodniej części Nepalu w strefie Lumbini w dystrykcie Gulmi. Według nepalskiego spisu powszechnego z 2001 roku liczył on 710 gospodarstw domowych i 3307 mieszkańców (1822 kobiet i 1485 mężczyzn).